# Gabriel (nomineringsgrupp)
Gabriel var en av de nomineringsgrupper som 2001 och 2005 valdes in i kyrkomötet. 2001 fick man 2 552 röster (0,3%) och 2005 3 376 röster (0,49%).	
Båda gångerna blev prästen Per Ingvarsson från Linköping Gabriels ledamot av kyrkomötet. 
Gabriel motsatte sig partipolitik i kyrkovalet och ville införa personval på lokal nivå och indirekta val på stifts- och riksnivå.
2005 ställde Gabriel även upp i valet till direktvalt kyrkoråd i Linköpings Berga församling.
Man fick där 152 röster (15,26%) och två platser i kyrkorådet.	
I kyrkovalet 2009 ställde gruppen inte upp. Ingvarsson kandiderade då istället för Partipolitiskt obundna i Svenska kyrkan (POSK).